# موسسه اس‌ای‌ای
مؤسسه اس‌اِی‌ای (انگلیسی: SAE Institute) که نام آن مختصر مدرسه مهندسی صدا (به انگلیسی: School of Audio Engineering) است، مجموعه ای از دانشکده‌ها در سراسر جهان با نام‌های دانشکده فناوری SAE و آموزش خلاق مدیا SAE است که برنامه‌های خلاقانه مدیا ارائه می‌دهد. این موسسه در سال ۱۹۷۶ در سیدنی، استرالیا توسط تام میسنر تأسیس شد و در حال حاضر تحت مالکیت شرکت نویتاس لیمیتد قرار دارد.

## پیشینه
SAE توسط تام میسنر در سال ۱۹۷۶ با تبدیل یک استودیو کوچک تبلیغاتی به یک کلاس درس در سیدنی تأسیس شد. در طی شش سال، دانشگاه‌هایی در ملبورن، بریزبین، آدلاید و پرث تأسیس شدند. در دهه ۱۹۸۰ میلادی، SAE شروع به افتتاح دانشگاه‌هایی در خارج از استرالیا کرد، از جمله مکان‌هایی در لندن، مونیخ، فرانکفورت، وین، برلین، اوکلند و گلاسکو. در دهه ۱۹۹۰ میلادی، SAE دفتر مرکزی اروپا خود را در آمستردام افتتاح کرد و مراکز در پاریس، هامبورگ، زوریخ، هوبارت، کلن، استکهلم، آتن و میلان ایجاد شدند. همچنین، SAE شروع به گسترش در آسیا کرد و در دهه ۱۹۹۰، مکان‌هایی در سنگاپور و کوالالامپور افتتاح شدند. در اواخر دهه ۱۹۹۰، SAE شرکت تفریحی SAE را تأسیس کرد و با همکاری دانشگاه Southern Cross و دانشگاه میدلسکس، برنامه‌های کامل دوره‌های دانشگاهی را راه‌اندازی کرد. در سال ۱۹۹۹، SAE شروع به افتتاح مراکزی در ایالات متحده کرد و در دهه بعدی مراکزی در نشویل، میامی، سان فرانسیسکو، آتلانتا، لس‌آنجلس و شیکاگو افتتاح شدند. در سال ۲۰۰۰، SAE شروع به اخذ مجوز مدارس فرانچایز در هند کرد و در همان سال چهار مرکز جدید در آنجا افتتاح شدند. در دهه ۲۰۰۰، مراکزی در لیورپول، مادرید، بروکسل، بانکوک، لایپزیگ، بارسلون، دبی، عمان، کیپ تاون، استانبول و صربستان افتتاح شدند. توافق‌نامه‌های اجاره برای دانشکده‌های جدید در قطر، بوگوتا-کلمبیا، مکزیک، عربستان سعودی و مصر امضا شد. شعبه دبی مدارک دانشگاهی تأییدشده توسط دانشگاه میدل‌سکس را ارائه می‌دهد.
در سال ۲۰۱۰، مؤسسه SAE به شرکت نویتاس، یک شرکت خدمات آموزشی عمومی فروخته شد. در سال‌های بعد از آن، مراکز جدیدی در رومانی، جاکارتا و مسکاتو افتتاح شدند.

## اس‌اِی‌ای آنلاین
اس‌اِی‌ای آنلاین (به انگلیسی: SAE Online)، یک دانشکده اروپایی غیر اعتباری، آموزش از راه دور، بخش خصوصی و با اهداف تجاری بود که دوره‌های فارغ‌التحصیلی از مقاطع کارشناسی ارشد تا دکتری در صنایع خلاقانه مدیا ارائه می‌داد. اس‌اِی‌ای آنلاین اکنون به فعالیتش پایان داده‌است.